# Aéroport international du roi Mswati III
L'aéroport international du roi Mswati III (code IATA : SHO • code OACI : FDSK) est un aéroport situé en Eswatini. Il est prévu pour remplacer l'aéroport international de Matsapha qui devient une base aérienne,. Il a ouvert le 7 mars 2014, et il est projeté d'y accueillir près de 300 000 passagers par an.

## Les chantiers
La construction, qui coûta 150 millions de dollars américain, commence en 2003. Le gouvernement de Taïwan a soutenu ce projet en payant 22 millions de dollars.
Ce projet fait partie du projet d'un milliard de dollars, qui est lancé par le roi Mswati III pour améliorer la position de l'Eswatini dans le domaine touristique. Cet aéroport doit servir comme portail touristique aux sites de l'Eswatini, les chutes Victoria, Maputo, le parc national Kruger et la réserve de KwaZulu-Natal.
Ses spécifications ont commencé vers 1980, mais l'aéroport du Kruger Mpumalanga est ouvert, et les aéroports de Maputo et Durban ont été mis à jour. Cet aéroport est confronté à des préoccupations environnementales car il est proche de la réserve de Hlane, ce qui peut mettre des espèces rares d'aigles et de vautours en danger.

## Aménagements
Les plans comprennent une piste de 3 600 m et la capacité de 300 000 passagers par an. Il serait capable de gérer des Boeing 747, et aussi capable de desservir n'importe quelle destination du monde.

## Situation
| \| 50 km1:3 386 000 \| Aéroport int. · du roi Mswati III Matsapha Nhlangano |
| 50 km1:3 386 000                                                            |

## Ouverture
L'aéroport est inauguré par le roi Mswati III le 7 mars 2014, et fut renommé immédiatement « aéroport international Roi-Mswati-III » (King Mswati III International Airport).Cependant, les premiers vols commerciaux n'ont lieu que le 30 septembre 2014, et les espoirs de 400 000 voyageurs par an (contre 70 000 voyageurs pour l'aéroport de Matsapha), nécessaires pour couvrir l'investissement et les charges, sont considérés comme optimistes, voire fantaisistes. La concurrence avec les aéroports internationaux de Johannesbourg et Maputo est principalement évoquée comme explication.

## Compagnies et destinations

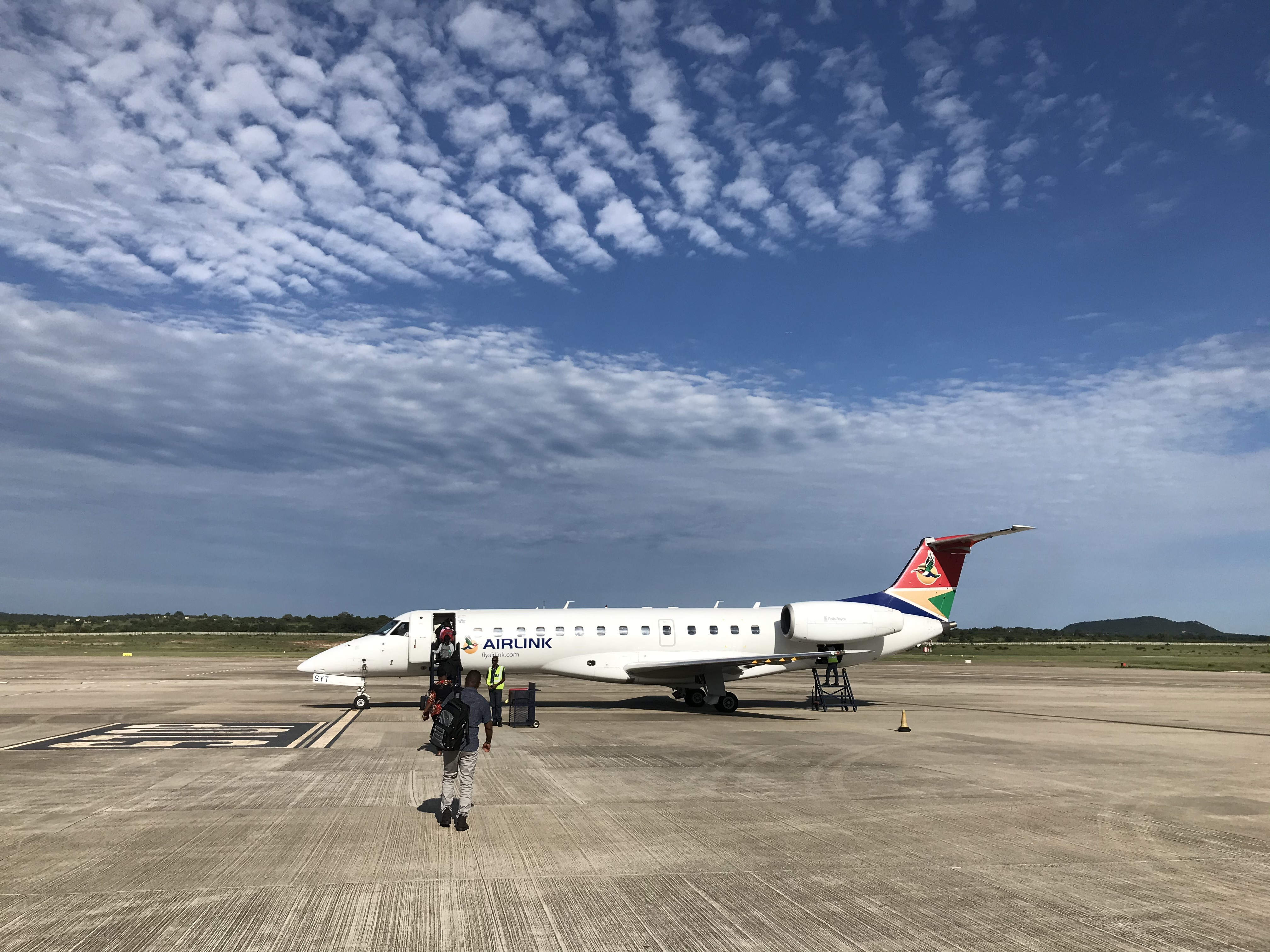
Embarquement à bord d'un appareil Airlink (2020).

La compagnie Eswatini Air a commencé à opérer en mars 2023. 
| Compagnies   | Destinations                          |
| ------------ | ------------------------------------- |
| Airlink      | Johannesbourg                         |
| Eswatini Air | Durban, Harare, Johannesbourg, Le Cap |